# 구자열
구자열(具滋烈, 1953년 3월 2일 -)은 대한민국의 기업인으로 LS그룹 회장이다.

## 약력
- ~ 1972년 서울고등학교 졸업
- ~ 1979년 고려대학교 경영학과 졸업
- ~ 1999년 런던 비즈니스 스쿨 수료

## 경력
- 1978년 럭키금성상사 입사
- 1990년 1월 럭키금성상사 이사대우
- 1992년 4월 ~ 1994년 12월 럭키금성상사 일본지역본부 이사
- 1995년 2월 ~ 1996년 12월 LG증권 상무이사
- 1997년 1월 ~ 1998년 8월 LG증권 국제부문 전무이사
- 1998년 8월 ~ 1999년 4월 LG증권 지점영업사업부총괄담당 전무
- 1999년 4월 ~ 1999년 10월 LG증권 리테일사업본부총괄담당 전무
- 1999년 12월 ~ 2000년 12월 LG투자증권 리테일사업본부총괄담당 부사장
- 2000년 12월 LG투자증권 영업총괄담당 부사장
- 2001년 10월 ~ 2002년 3월 LG전선 재경부문장 부사장
- 2002년 3월 ~ 2002년 12월 LG전선 관리지원총괄 대표이사 부사장
- 2002년 12월 ~ 2003년 12월 LG전선 관리지원총괄 대표이사 사장
- 2004년 1월 ~ 2008년 12월 LG전선 대표이사 부회장
- 2008년 12월 LS Nikko 동제련 대표이사 회장
- 2008년 12월 LS엠트론 대표이사 회장
- 2008년 12월 LS전선 대표이사 회장
- 2009년 2월 ~ 2015년 8월 대한 사이클연맹 회장
- 2010년 4월 ~ 2015년 6월 전국경제인연합회 과학기술위원회 위원장
- 2010년 5월 ~ 2014년 4월 베트남 명예영사
- 2012년 2월 ~ 2015년 2월 제4대 울산과학기술대학교 이사장
- 2013년 1월 ~ 2021년 12월 LS그룹 회장
- 2013년 1월 ~ (주)LS 의사회 의장
- 2013년 7월 국가과학기술심의위원회 민간위원
- 2014년 10월 ~ 2021년 2월 제17대 한국발명진흥회 회장
- 2015년 6월 전국경제인연합회 산업정책위원회 위원장
- 2015년 8월 ~ 2023년 1월 대한자전거연맹 회장
- 2015년 12월 ~ 2018년 10월 세종연구소 이사
- 2015년 12월 ~ 2020년 2월 제3기 국가지식재산위원회 위원장
- 2017년 4월 ~ 유엔글로벌콤팩트 이사
- 2019년 3월 ~ 2022년 3월 고려대학교 교우회 회장
- 2019년 4월 ~ 2023년 4월 학교법인 고려중앙학원 이사
- 2019년 5월 ~ 학술원연구재단 이사
- 2019년 6월 ~ 한반도평화만들기 이사
- 2019년 11월 ~ 서울평화상문화재단 이사
- 2021년 2월 ~ 2024년 2월 사단법인 한국무역협회 회장
- 2021년 3월 ~ 2024년 2월 한국-아랍소사이어티 이사장
- 2022년 2월 ~ 한국국제아트페어 조직위원회 위원장
- 한반도 평화 만들기 한일비전포럼 위원
- 2024년 2월 ~ 사단법인 한국무역협회 명예회장

## 수상
- 2008년 고려대학교 경영대학 올해의 교우상
- 2009년 4월 10일 제44회 전기의 날 금탑산업훈장
- 2015년 한국경영인협회 대한민국 가장 존경받는 기업인상

## 가족 관계
- 할아버지 구재서(具再書)
- 할어머니 진양 하씨(晉陽 河氏)
  - 아버지 구평회(1931년 ~ 2012년)
  - 어머니 문남(1931년 ~ )
    - 아내 이현주(1954년 ~ )
    - 남동생 구자용(1954년 ~ )
    - 남동생 구자균(1957년 ~ )
    - 여동생 구혜원(1959년 ~ )